# Giurgiova
Giurgiova – wieś w Rumunii, w okręgu Caraș-Severin, w gminie Goruia. W 2011 roku liczyła 140 mieszkańców. 